# Juan Luis Marén Delis
Juan Luis Marén Delis (Santiago de Cuba, Cuba, 20 de agosto de 1971) es un deportista cubano retirado especialista en lucha grecorromana donde llegó a ser subcampeón olímpico en Atlanta 1996.

## Carrera deportiva
En los Juegos Olímpicos de 1992 celebrados en Barcelona ganó la medalla de bronce en lucha grecorromana de pesos de hasta 62 kg, tras el luchador turco Mehmet Akif Pirim (oro) y Sergey Martynov del Equipo Unificado (plata). Cuatro años después, en las Olimpiadas de Atlanta 1996 ganó la medalla de oro en la misma categoría de peso.